# Palpopleura albifrons
Palpopleura albifrons – gatunek ważki z rodziny ważkowatych (Libellulidae).